# Photinia lasiogyna
Photinia lasiogyna là một loài thực vật có hoa thuộc họ Rosaceae. Đây là loài đặc hữu của Trung Quốc. Chúng hiện đang bị đe dọa vì mất môi trường sống.